# Changsha
Changsha (长沙) é a capital da província de Hunan, na República Popular da China. Em Changsha, existem seis distritos e dois municípios governados pela capital. A cidade possui também, cinco zonas de desenvolvimento nacional.
A cidade possui uma área de aproximadamente 11.800 km quadrados, dos quais 1909,86 são de área urbana. No censo de 2014, Changsha tinha 7.22 milhões de habitantes, dos quais 3,75 milhões viviam na área urbana. Até 2015, haviam 7,43 milhões de pessoas morando em Changsha.
A cidade também é conhecida como uma cidade cheia de beleza.

## Geografia
Está localizado na área central, da província de Hunan. Encontra-se na região leste e oeste do Rio Yangtze.

## História
Changsha é bem conhecida no país e no exterior, por ser considerada uma "cidade histórica". A cidade de Changsha, foi vista pela primeira vez na Dinastia de Zhou, a mais de 3 mil anos atrás. Após a fundação da República Popular da China, Changsha já como capital da província de Hunan, foi uma das primeiras cidades a ser eleita as "cidades históricas da China" pelo Conselho da China. Desde a década de 70, já foram descobertas inúmeras relíquias históricas na cidade. 
É considerada uma "cidade Santa e revolucionária" por ter sido a origem dos líderes da revolução chinesa.

## Educação
Changsha possui 55 instituições de ensino superior, 97 instituições privadas, 52 instituições da Academia Chinesa de Ciências e Academia Chinesa de Engenharia, e 14 centros de pesquisa (tecnologia).
Também é conhecida por suas conquistas, como o supercomputador Tianhe e etc.

## Subdivisões
|                      | Chinês | Área (km²) | População |
| -------------------- | ------ | ---------- | --------- |
| Distritos            |        |            |           |
| Distrito de Furong   | 芙蓉区 | 42         | 350 000   |
| Distrito de Kaifu    | 开福区 | 187        | 400 000   |
| Distrito de Tianxin  | 天心区 | 74         | 400 000   |
| Distrito de Yuelu    | 岳麓区 | 139        | 380 000   |
| Distrito de Yuhua    | 雨花区 | 114        | 440 000   |
| Cidade               |        |            |           |
| Cidade de Liuyang    | 浏阳市 | 4 999      | 1 380 000 |
| Condados             |        |            |           |
| Condado de Changsha  | 长沙县 | 1 997      | 730 000   |
| Condado de Ningxiang | 宁乡县 | 2 906      | 1 290 000 |
| Condado de Wangcheng | 望城县 | 1 361      | 700 000   |